# SUPER JUNIOR-D&E
SUPER JUNIOR-D&E（スーパージュニア・ディーアンドイー）は、韓国の男性アイドルグループSUPER JUNIORのドンヘとウニョクからなるダンス&ヴォーカルユニット。グループ名のD&Eは、メンバーの名前の頭文字（ドンヘ - Donghae、ウニョク - Eunhyuk）からそれぞれとられた。ODEエンタテインメント所属および共同代表。公式ファンクラブ名は「&」（エニ）。

## 概要
2011年11月19日、SUPER JUNIORのワールドツアー"SUPER SHOW 4"のソウル公演にてドンヘとウニョクが「Oppa, Oppa」を初めて披露し、約一ヶ月後の2011年12月16日、同楽曲のデジタルシングルをリリースして正式にデビューした。2012年4月4日には日本1stシングル『Oppa, Oppa』をリリースし、日本デビューを果たした。
SUPER JUNIORでメインダンサー・メインラッパーを務め、SUPER JUNIORのコンサート"SUPER SHOW"の演出も手掛けるウニョクと、楽曲制作を積極的に行っているドンヘからなるマルチな才能を持つユニットである。

## エピソード
- ユニットデビュー作となった「Oppa, Oppa」は、当初コンサートでのパフォーマンスのために作曲された楽曲であり、リリース予定はなかった。「Oppa, Oppa」をパフォーマンスすることが先に1人で確定していたドンヘは、誰かと一緒にやりたいと考え、当時同じマンションの同フロアに住んでいたイトゥクに一番に声を掛けたと明かしている[動画 1]。そのため、ドンヘとイトゥクがユニットを組んでいたらSUPER JUNIOR-D&Eが誕生しなかった可能性があったと語っている[動画 1]。
- ウニョク、ドンヘと同い年であるシウォンがユニットに参加したがっていた[4]。シウォンに対して「君は演技を頑張って」と言ったところ、すねてしまったと明かしている[4]。
- ユニット名をE&DではなくD&Eとした理由は、「E&Dだと何だか終わるみたいだからD&Eにした。発音もそうだし、色々良かった」と説明している[4]。

## 来歴

### 2011年
- 11月19日、SUPER JUNIORのワールドツアー「SUPER SHOW 4」のソウル公演にてドンヘとウニョクが「떴다 오빠 (Oppa, Oppa)」を初めて披露。
- 12月16日、デジタルシングル『떴다 오빠 (Oppa, Oppa)』をリリースし、正式にデビュー。

### 2012年
- 3月31日、フジテレビ系列放送の『めちゃ2イケてるッ！』に出演し、岡村隆史とのやり取りが話題となった。本放送が日本バラエティー番組初出演[5][6]。
- 4月4日、日本1stシングル『Oppa, Oppa』を発売し、日本デビュー。

### 2013年
- 6月19日、日本2ndシングル『I WANNA DANCE』を発売[7]。
- 6月20日、NHK『MUSIC JAPAN』に登場し、初の日本歌番組でのパフォーマンス披露を果たした[8]。
- 12月18日、2ndデジタルシングル『아직도 난 (Still You)』を発売。

### 2014年
- 2月26日、日本1stフルアルバム『RIDE ME』を発売。タイトル曲「MOTORCYCLE」のMVにはシウォンが登場。
- 3月4日、自身初のジャパンツアー「SUPER JUNIOR D&E THE 1st JAPAN TOUR 2014」をスタート。
- 8月6日、日本3rdシングル『SKELETON』を発売。

### 2015年
- 3月5日、1stミニアルバム『The Beat Goes On』発売に先立ち、ショーケースを開催。司会はイトゥクが務めた。
- 3月9日、1stミニアルバム『The Beat Goes On』を発売。23日には同アルバムのスペシャルエディション版を発売。
- 3月20日、KBSミュージックバンクでタイトル曲「Growing Pains」が1位を獲得。
- 4月1日、日本1stミニアルバム『Present』を発売。タイトル曲「Saturday Night」のMVにはイトゥクが出演。
- 4月3日、ジャパンツアー「SUPER JUNIOR-D&E JAPAN TOUR 2015 -PRESENT-」をスタート。
- 6月6日、初のアジアツアー「SUPER JUNIOR-D&E ASIA TOUR 2015 -PRESENT-」をスタート。
- 9月30日、日本4thシングル『Let's Get It On』を発売[9]。
- 10月13日、ウニョクが兵役のため入隊[10]。翌々日にドンヘが入隊した[11]。

### 2017年
- 7月12日、ウニョクが軍服務を終え、除隊[12]。翌々日にドンへが除隊した[13]。

### 2018年
- 8月8日、日本2ndフルアルバム『STYLE』を発売[14]。
- 8月21日、2ndミニアルバム『'Bout You』を発売。
- 9月7日、三度目のジャパンツアー「SUPER JUNIOR-D&E JAPAN TOUR 2018 〜STYLE〜」をスタート。

### 2019年
- 4月13日、アジアツアー「SUPER JUNIOR-D&E CONCERT "The D&E"」をスタート。
- 4月15日、3rdミニアルバム『DANGER』を発売。

### 2020年
- 9月3日、4thミニアルバム『BAD BLOOD』を発売。
- 11月25日、日本5thシングル『Wings』を発売[15]。

### 2021年
- 11月2日、1stフルアルバム『COUNTDOWN』を発売。
- 12月16日、デビュー10周年を迎えた。

### 2023年
- 6月24日、自身初のワールドツアー「2023 D&E WORLD TOUR FANCON DElight Party」をスタート。
- 8月31日をもってドンへ、ウニョクがSMエンタテインメントを退所。2人で新事務所『ODE Entertainment』を設立し、共同代表に就任した[2]。

### 2024年
- 1月9日、日本公式FCサイトをオープン[16]。
- 2月26日、公式FC「&（エニ）」を開設。それに伴い、日本公式FC名称は「& JAPAN」となった。
- 3月26日、5thミニアルバム『606』を発売。
- 4月12日、四度目のジャパンツアー「SUPER JUNIOR-D&E JAPAN TOUR 2024 -DEparture-」をスタート[17]。
- 7月31日、日本2ndミニアルバム『YOU&ME』を発売[18]。
- 9月25日、6thミニアルバム『INEVITABLE』を発売。
- 9月28日、ワールドツアー「2024 SUPER JUNIOR-D&E WORLD TOUR : ECLIPSE」をスタート。

## 単独公演

### SUPER JUNIOR D&E THE 1st JAPAN TOUR 2014
| 公演日 | 公演日     | 都市   | 会場                                |
| ------ | ---------- | ------ | ----------------------------------- |
| 2014年 | 3月4~6日   | 愛知   | 名古屋国際会議場 センチュリーホール |
| 2014年 | 3月8~9日   | 大阪   | 大阪城ホール                        |
| 2014年 | 3月12~13日 | 広島   | 広島学園HBGホール                   |
| 2014年 | 3月17~19日 | 福岡   | 福岡サンパレス                      |
| 2014年 | 4月11~13日 | 兵庫   | 神戸ワールド記念ホール              |
| 2014年 | 4月17~18日 | 新潟   | 新潟県民会館                        |
| 2014年 | 4月22~23日 | 東京   | Tokyo Dome City Hall                |
| 2014年 | 4月28~29日 | 北海道 | ニトリ文化ホール                    |
| 2014年 | 5月8~10日  | 東京   | 日本武道館                          |

### SUPER JUNIOR-D&E JAPAN TOUR 2015 -PRESENT-
| 公演日 | 公演日     | 都市 | 会場                     |
| ------ | ---------- | ---- | ------------------------ |
| 2015年 | 4月3~5日   | 埼玉 | さいたまスーパーアリーナ |
| 2015年 | 4月9~11日  | 大阪 | 大阪城ホール             |
| 2015年 | 4月18~19日 | 愛知 | 日本ガイシホール         |
| 2015年 | 4月22~23日 | 福岡 | マリンメッセ福岡         |

### SUPER JUNIOR-D&E ASIA TOUR 2015 -PRESENT-
| 公演日 | 公演日   | 都市     | 開催地 | 会場                    |
| ------ | -------- | -------- | ------ | ----------------------- |
| 2015年 | 6月6~7日 | 新北     | 台湾   | 新荘体育館              |
| 2015年 | 6月20日  | 香港     | 中国   | AsiaWorld-Expo ホール10 |
| 2015年 | 6月27日  | 上海     | 中国   | 上海体育館              |
| 2015年 | 8月12日  | バンコク | タイ   | ロイヤルパラゴンホール  |

### SUPER JUNIOR-D&E JAPAN TOUR 2018 ~STYLE~
| 公演日 | 公演日                | 都市   | 会場                                |
| ------ | --------------------- | ------ | ----------------------------------- |
| 2018年 | 9月7~8日              | 神奈川 | パシフィコ横浜 国立大ホール         |
| 2018年 | 9月15~17日            | 兵庫   | 神戸ワールド記念ホール              |
| 2018年 | 9月27~28日，10月2~3日 | 東京   | 東京国際フォーラム ホールA          |
| 2018年 | 10月12~13日           | 愛知   | 名古屋国際会議場 センチュリーホール |
| 2018年 | 10月20~21日           | 広島   | 広島文化学園HBGホール               |
| 2018年 | 10月27~28日           | 福岡   | 福岡サンパレス                      |
| 2018年 | 11月3~4日             | 北海道 | 札幌文化芸術劇場                    |
| 2018年 | 11月8~9日             | 東京   | 日本武道館                          |

### SUPER JUNIOR-D&E CONCERT "The D&E"
| 公演日 | 公演日     | 都市             | 開催地     | 会場                      |
| ------ | ---------- | ---------------- | ---------- | ------------------------- |
| 2019年 | 4月13~14日 | ソウル           | 韓国       | オリンピックホール        |
| 2019年 | 5月4日     | クアラルンプール | マレーシア | Malawati Stadium          |
| 2019年 | 5月25日    | バンコク         | タイ       | Thunder Dome              |
| 2019年 | 6月22~23日 | 新北             | 台湾       | 新荘体育館                |
| 2019年 | 6月29日    | 香港             | 中国       | AsiaWorld-Expo            |
| 2019年 | 8月27~28日 | 千葉             | 日本       | 幕張メッセ イベントホール |

### 2023 D&E WORLD TOUR FANCON DElight Party
| 公演日 | 公演日           | 都市             | 開催地           | 会場                              |
| ------ | ---------------- | ---------------- | ---------------- | --------------------------------- |
| 2023年 | 6月24~25日       | ソウル           | 韓国             | オリンピックホール                |
| 2023年 | 7月29~30日       | 台北             | 台湾             | 台北国際会議センター              |
| 2023年 | 8月13日          | 香港             | 中国             | AsiaWorld-Expo                    |
| 2023年 | 8月19~20日       | バンコク         | タイ             | Thunder Dome                      |
| 2023年 | 8月26日          | ジャカルタ       | インドネシア     | Istana Olahraga Gelora Bung Karno |
| 2023年 | 9月2日           | ホーチミン       | ベトナム         | Phu Tho Indoor Sports Stadium     |
| 2023年 | 9月9日           | クアラルンプール | マレーシア       | Mega Star Arena                   |
| 2023年 | 9月30日          | マニラ           | フィリピン       | Smart Araneta Coliseum            |
| 2023年 | 10月7日          | リヤド           | サウジアラビア   | Mohammed Abdu Arena               |
| 2023年 | 10月19日         | オークランド     | ニュージーランド | The Trust Arena                   |
| 2023年 | 10月21日         | メルボルン       | オーストラリア   | Festival Hall                     |
| 2023年 | 10月22日         | シドニー         | オーストラリア   | Hordern Pavilion                  |
| 2023年 | 11月8日          | シンガポール     | シンガポール     | The Star Theatre                  |
| 2023年 | 11月12日         | バンクーバー     | カナダ           | Harbour Event & Convention Centre |
| 2023年 | 11月18~19日      | メキシコシティ   | メキシコ         | Frontón México                    |
| 2023年 | 11月23日         | サンティアゴ     | チリ             | Teatro Caupolican                 |
| 2023年 | 11月25日         | モンテレイ       | メキシコ         | Showcenter Complex                |
| 2023年 | 11月28日         | トロント         | カナダ           | Meridian Hall                     |
| 2023年 | 12月2~3日        | マカオ           | 中国             | Studio City Event Center          |
| 2023年 | 12月16日 (2公演) | 千葉             | 日本             | 幕張メッセ イベントホール         |

### SUPER JUNIOR-D&E JAPAN TOUR 2024 -DEparture-
| 公演日 | 公演日     | 都市   | 会場                                         |
| ------ | ---------- | ------ | -------------------------------------------- |
| 2024年 | 4月12~13日 | 大阪   | グランキューブ大阪 メインホール              |
| 2024年 | 5月1~2日   | 東京   | 立川ステージガーデン                         |
| 2024年 | 5月4日     | 静岡   | 静岡市民文化会館                             |
| 2024年 | 5月5~6日   | 愛知   | Niterra日本特殊陶業市民会館 フォレストホール |
| 2024年 | 5月10日    | 埼玉   | さいたま市文化センター 大ホール              |
| 2024年 | 5月17日    | 神奈川 | 神奈川県民ホール 大ホール                    |
| 2024年 | 5月19日    | 大阪   | フェニーチェ堺 大ホール                      |
| 2024年 | 5月23~24日 | 福岡   | 福岡サンパレス                               |
| 2024年 | 5月25日    | 広島   | 広島文化学園HBGホール                        |
| 2024年 | 6月1~2日   | 東京   | 国立代々木競技場 第一体育館                  |
| 2024年 | 6月25~26日 | 兵庫   | 神戸ワールド記念ホール                       |

### 2024 SUPER JUNIOR-D&E WORLD TOUR: ECLIPSE
| 公演日 | 公演日     | 都市             | 開催地     | 会場                                  |
| ------ | ---------- | ---------------- | ---------- | ------------------------------------- |
| 2024年 | 9月28~29日 | ソウル           | 韓国       | オリンピックハンドボール競技場        |
| 2024年 | 11月9~10日 | 台北             | 台湾       | NTSU ARENA                            |
| 2024年 | 12月7~8日  | 香港             | 中国       | AXA x Wonderland 竹翠公園             |
| 2024年 | 12月14日   | バンコク         | タイ       | UOB Live                              |
| 2024年 | 12月28日   | ホーチミン       | ベトナム   | Military Zone 7 Indoor Sports Complex |
| 2025年 | 1月4日     | クアラルンプール | マレーシア | Mega Star Arena                       |
| 2025年 | 1月18~19日 | マカオ           | 中国       | Studio City Event Center              |
| 2025年 | 1月25~26日 | 高雄             | 台湾       | 高雄アリーナ                          |

### その他単独公演・イベント
| 公演日 | 公演日     | 公演名                                                 | 都市     | 開催地 | 会場                            |
| ------ | ---------- | ------------------------------------------------------ | -------- | ------ | ------------------------------- |
| 2012年 | 4月11日    | 『Oppa, Oppa』購入者イベント                           | 東京     | 日本   | SHIBUYA-AX                      |
| 2013年 | 7月4日     | 『I WANNA DANCE』購入者イベント                        | 東京     | 日本   | SHIBUYA-AX                      |
| 2015年 | 3月5日     | 『The Beat Goes On』ショーケース                       | ソウル   | 韓国   | 三成洞SMTOWN coexartium         |
| 2017年 | 7月23日    | ファンミーティング「Hello Again」                      | ソウル   | 韓国   | 世宗大学 大洋ホール             |
| 2024年 | 4月27日    | ファンミーティング「DEar to...」                       | バンコク | タイ   | Thunder Dome, Muang Thong Thani |
| 2024年 | 6月29日    | ファンミーティング「DE CODE」                          | マカオ   | 中国   | The Londoner Arena              |
| 2024年 | 9月8日     | SUPER JUNIOR-D&E 2024 JAPAN 1st FANMEETING ~'&'MATION~ | 神奈川   | 日本   | 横浜アリーナ                    |
| 2024年 | 12月22日   | 2024 SUPER JUNIOR-D&E FAN PARTY Jingle Jingle!         | ソウル   | 韓国   | 世宗大学 大洋ホール             |
| 2025年 | 5月17~18日 | SUPER JUNIOR-D&E 2025 FANMEETING 「&-STATION」         | 東京     | 日本   | 東京ガーデンシアター            |

## イベント出演
| 出演日 | 出演日     | イベント                                             | 開催地         | 会場                                  |
| ------ | ---------- | ---------------------------------------------------- | -------------- | ------------------------------------- |
| 2014年 | 3月16日    | 関西コレクション                                     | 日本           | 京セラドーム                          |
| 2014年 | 4月19日    | GirlsAward                                           | 日本           | 国立代々木競技場 第一体育館           |
| 2014年 | 4月26日    | 札幌コレクション                                     | 日本           | 北海きたえーる                        |
| 2014年 | 7月23日    | お台場新大陸2014 めざましライブ                      | 日本           | お台場新大陸ドキドキランド内          |
| 2014年 | 8月31日    | a-nation stadium fes.                                | 日本           | 味の素スタジアム                      |
| 2014年 | 11月14日   | 第9回 ロンドン韓国映画祭                             | イギリス       | オデオン・レスター・スクウェア        |
| 2015年 | 5月22日    | 第20回 ロッテファミリーコンサート                    | 韓国           | 蚕室総合運動場メインスタジアム        |
| 2015年 | 10月4日    | 江南K-POP FESTIVAL                                   | 韓国           | 江南区永東通り 特設舞台               |
| 2017年 | 8月5日     | SMTOWN SPECIAL STAGE in Hong Kong                    | 香港           | 香港コロシアム                        |
| 2017年 | 8月19日    | KCON 2017 LA                                         | アメリカ       | ステイプルズ・センター                |
| 2017年 | 9月23日    | Three Friends Talk & Concert                         | 日本           | 東京国際展示場                        |
| 2018年 | 3月21日    | 関西コレクション                                     | 日本           | 京セラドーム                          |
| 2018年 | 8月4日     | a-nation 2018                                        | 日本           | ハウステンボス内 ロッテルダム特設会場 |
| 2018年 | 12月15日   | SWEET 17 TRANSMEDIA                                  | インドネシア   | Lapangan Sunburst                     |
| 2019年 | 2月9日     | 2018平昌冬季オリンピック大会1周年大祝祭 "Again 平昌" | 韓国           | 江陵アイスアリーナ                    |
| 2019年 | 8月11日    | 第29回 ロッテファミリーコンサート                    | 韓国           | オリンピック体操競技場                |
| 2019年 | 9月28~29日 | Super K-pop Festival Indonesia 2019                  | インドネシア   | Indonesia Convention Exhibition Hall  |
| 2019年 | 12月31日   | 臺北最High新年城 2020跨年晚會                        | 台湾           | 台北市民広場                          |
| 2021年 | 5月16日    | 第31回 ロッテファミリーコンサート                    | -              | オンライン                            |
| 2023年 | 7月22日    | WATERBOMB NAGOYA 2023                                | 日本           | Aichi Sky Expo 多目的利用地A          |
| 2023年 | 10月6日    | KCON Saudi Arabia 2023                               | サウジアラビア | The Boulevard Riyadh City             |
| 2023年 | 12月23日   | OPEN AIR #2 K-POP FESTIVAL                           | ベトナム       | ミーディン国立競技場                  |
| 2024年 | 3月24日    | 7-ELEVEN 高雄櫻花季 2024 Sakura Festival             | 台湾           | 高雄夢時代正對面廣場                  |
| 2024年 | 6月8日     | 2024 釜山ワンアジアフェスティバル（BOF）             | 韓国           | 釜山アジアド主競技場                  |
| 2024年 | 7月19日    | Tencent Music Entertainment Awards 室内音乐节        | マカオ         | ギャラクシー・アリーナ                |
| 2024年 | 7月31日    | UTO FEST 2024 in YOKOHAMA                            | 日本           | Kアリーナ横浜                         |

## 受賞歴
- Asia Model Awards 2015 歌手部門 アジア特別賞[59][60]
- 第30回 日本ゴールドディスク大賞[61][62]
  - アジア部門 アルバム・オブ・ザ・イヤー（『Present』）
  - アジア部門 ベスト3アルバム（『Present』）

## メディア出演

### テレビ番組
- フジテレビ系『めちゃ２イケてるッ！』- 2012年3月31日[5][6]
- NHK『MUSIC JAPAN』- 2013年6月20日[8]
- 日本テレビ系『ミュージックドラゴン』- 2013年6月29日[8]
- テレビ朝日系『musicる TV』#78 - 2013年7月23日
- CCTV『2015 CCTV网絡春晩』- 2015年2月11日
- フジテレビ『次なるTV』- 2015年7月3日
- TBS系『王様のブランチ』- 2015年9月26日
- JTBC『一食ください』- 2018年4月25日
- KBS2『ユ・ヒヨルのスケッチブック』- 2018年8月25日[63]
- KBS『K-RUSH』- 2018年9月7日
- tvN『驚きの土曜日』- 2018年9月8日
- KBS Joy『何でも聞いて菩薩』- 2019年4月15日
- KBS Joy『何でも聞いて菩薩』- 2019年5月3日
- フジテレビ『次ナルTV-S』- 2020年6月13日
- テレビ東京『大久保&黒沢全部食べちゃうぞ！３～お家で楽しむ美味しいソウルの旅～』- 2020年11月22日
- MBC『助けて！ホームズ』- 2021年4月4日
- JTBC『知ってるお兄さん』- 2021年10月2,9日
- MBC every1『週刊アイドル』- 2021年10月20日
- WNYW FOX 5『Good Day New York』- 2021年11月4日
- SBS M『The Travelog』- 2022年10月27日
- テレビ東京『プレミアMelodiX!』- 2024年7月29日[64]

### 動画配信サービス
- ニコニコ『SUPER JUNIOR-D&E プレミアムメッセージ独占公開スペシャル』- 2015年9月23日
- Lemino『let me Know K-POP!』- 2024年2月22日

### ラジオ
- InterFM897『mu-mo Premier club presents SUPER JUNIOR-D&E fellows』2017年11月~2018年8月 冠番組[65][66]
- NAVER NOW.『D&E Show』2021年4月~2023年3月 冠番組[67]

### 雑誌
- 『MUSIC BANK』2012年2月号 表紙モデル
- 『Hanako』2013年7月11日号 表紙モデル[68]
- 『ViVi』2013年8月号[69]
- 『THE STAR』2015年1月号 表紙モデル
- 『NYLON』2015年6月号 表紙モデル[70]
- 『OUT of MUSIC』vol.38 2015年8月発売[71]
- 『NYLON』2017年9月号 表紙モデル[72]
- 『anan』2017年11月~2018年10月 連載[73][74]
- 『smart』2017年11月~2018年5月 連載[75][76]
- 『OUT of MUSIC』vol.54 2017年11月発売 表紙モデル[77]
- 『SPUR』2018年1月号[78][79]
- 『OUT of MUSIC』vol.55 2018年1月発売[80]
- 『OUT of MUSIC』vol.60 2019年1月発売[81]
- 『OUT of MUSIC』vol.64 2019年12月発売[82]
- 『1st LOOK』vol.227 2021年10月号 表紙モデル[83]
- 『SPOTLiGHT』2024年2月号 表紙モデル
- 『CREA』2024年夏号 表紙モデル[84]
- 『GIANNA BOYFRIEND』#5 SPECIAL EDITION版 2024SUMMER 表紙モデル

## タイアップ
| 起用年 | 曲名            | タイアップ                                                        |
| ------ | --------------- | ----------------------------------------------------------------- |
| 2013年 | I WANNA DANCE   | テレビ朝日系「今ちゃんの「実は...」」6月エンディングテーマ        |
| 2014年 | MORTERCYCLE     | 日本テレビ系「スッキリ！！」2月エンディングテーマ                 |
| 2014年 | I WANNA DANCE   | MXTV他「Music B.B.」2月エンディングテーマ                         |
| 2014年 | SKELETON        | 日本テレビ系「ミュージックドラゴン」8月エンディングテーマ         |
| 2015年 | Saturday Night  | 日本テレビ系「バズリズム」4月エンディングテーマ                   |
| 2015年 | Saturday Night  | 日本テレビ系「ビックラコイタ箱」4月エンディングテーマ             |
| 2015年 | Let's Get It On | 日本テレビ系「バズリズム」10月オープニングテーマ                  |
| 2015年 | Let's Get It On | 日本テレビ系他「あいどりゅ☆」10月エンディングテーマ               |
| 2015年 | GIFT            | テレビ東京系「たけしのニッポンのミカタ！」4~6月エンディングテーマ |

### 動画
1. 1 2  SUPER JUNIOR (2024年7月18日). “【슈주 리턴즈 - SJ 3.0】EP.9 끝나지 않은【What if...】| 드르륵 칵... 솔직히 말해봐 우리가 그때 해체했다면...”. YouTube. 2024年9月8日閲覧。

### 各種SNS
- SUPER JUNIOR-D&E Instagram
- SUPERJUNIOR D&E official X
- SUPER JUNIOR-D&E JAPAN X
- SUPER JUNIOR-D&E YouTube
- SUPER JUNIOR-D&E TikTok
- 동해물과 백두은혁 YouTubeトークチャンネル
- ドンへ(@leedonghae) Instagram
- ウニョク(@be4eunhyuk) Instagram
- SUPER JUNIOR Instagram

### 公式サイト
- SUPER JUNIOR-D&E 日本公式FCサイト
- World Entertainment 公式サイト（日本語）
- SUPER JUNIOR 公式サイト（日本語）